# Blu (журнал)
blu (ранее выходил под названием «sergej») — немецкий глянцевый ежемесячный журнал для гомосексуальных мужчин, выходящий с 1997 года. Начиная с момента выпуска первого номера журнал имеет наибольший тираж среди журналов подобного типа в Германии.

## Возникновение
Журнал «sergej» был основан в 1997 году в Берлине и издавался ежемесячно берлинским издательством Sergej Medien- und Verlags GmbH. Распространялся журнал бесплатно в гей-клубах, гей-барах и специализированных магазинах Берлина. Основными темами журнала были культура, вечеринки, гей-клубы, секс, мода, анонс кино и книг, спорт и ЛГБТ-политика.
До конца 2007 года одноимённые журналы, выходящие в бамбергском издательстве Verlag Sebastian Spitzkat, выходили также в Мюнхене (sergej.münchen), Баден-Вюртемберге и Франконии.

## Ребрендинг
В августе 2007 года берлинский «sergej» был переименован в «blu». При этом журнал был переработан в надрегиональное издание с региональными вставками: Берлин, Гамбург, Дрезден/Лейпциг, Кёльн/Рур. При этом издательства, выпускающие журнал «sergej» в Баден-Вюртемберге и Франконии, также переименовали его в «blu» и распространили свой охват также на всю Баварию и область Рейн/Майн, включая Франкфурт-на-Майне. С этого времени берлинское и бамбергское издательства работают в кооперации друг с другом.
С января 2009 года «blu» продаётся также в газетных киосках по всей Германии. Кроме того, журнал, по-прежнему, распространяется бесплатно в специализированных заведениях для ЛГБТ.